# Sharofiddin Boltaboev
Sharofiddin Boltaboev (19 de novembro de 1995) é um judoca uzbeque. Competiu nos Jogos Olímpicos de Verão de 2024 em Paris na categoria até 81Kg. Perdeu a repescagem para o tajique Somon Makhmadbekov.
Terminou em sétimo lugar nos Jogos Olímpicos de 2020 e ganhou a prata no Campeonato Asiático em 2015. Em 2021, conquistou o ouro no Grand Slam em Tel Aviv e o ouro no Grand Prix em Tashkent em 2019. Boltaboev conquistou a prata no Grand Slam em Paris em 2020, seguido pelo bronze em 2022. Foi medalha de prata no Grand Slam de Tashkent em 2021 e bronze no Grand Slam de Antalya em 2022, além de bronze no Grand Slam de Tbilisi em 2022 e prata em 2024. Conquistou o ouro no Grand Slam Qazaqstan Barysy em 2024. Terminou em quinto lugar nos Mundiais de 2024 em Abu Dhabi.